# Mediouna (Relizane)
Pour les articles homonymes, voir Mediouna(cantina).
Mediouna est une commune de la wilaya de Relizane en Algérie.

## Toponymie
La commune de Médiouna, l'une des plus anciennes de la wilaya de Relizane, tire son nom de la tribu berbère des Médiouna, une branche des Beni Faten, issus des Zénètes. À l'époque de la conquête musulmane du Maghreb, cette tribu occupait les régions autour de Tlemcen, s'étendant de Djebel Beni Rached aux montagnes face à Ouajda. 
En raison de divergences politiques, les Médiounas migrèrent d'abord vers Mazouna avant de s'établir définitivement au nord-est des Beni Zeroual. Selon Ibn Khaldoun, ils sont frères des Maghila et des Matmata de Ould Fez, leur territoire se trouvait autour de Tlemcen, entre les montagnes de Beni Rached et d'Oujda, limitrophes des tribus des Lumya, Banou Ifren, Meknassas, Koumia et Ulhasa, repensant ainsi un groupe berbère influant à travers tout le Maghreb,.

## Géographie

### Relief
La commune est située en extrême nord de la wilaya de Relizane dans la partie la plus fraiche et la mieux cultivée du Dahra Oranais , et en même temps la plus élevée avec 450 m d'altitude moyenne et 777 m au point le plus haut " pic de Sidi Saïd " ,

### Localisation
| Nekmaria    | Achaacha   | Dahra                |
| Beni Zentis | Mediouna   | Sidi M'hamed Ben Ali |
| Hamri       | El Guettar | El Guettar           |

## Histoire
Le patelin doit son nom à la tribu locale de Mediouna, d'origine berbère, qui s'est installée au Dahra venant des environs de Tlemcen à l'époque des Almoravides pendant le règne de Youssef ben Tachfine en XIe siècle.Elle s'est mixé avec la tribu locale de Maghraoua  branche de Banu Mandil .

### Moyen âge
Les Mediounas se convertirent à l'islam en 790 , auparavant cette tribu berbère parcourait le pays entre Ouajda et le Chélif.
Jusqu'au XIe siècle, le pays du Dahra et de Mazouna resta nominalement soumis à el Kairaouan. Mais lorsque la dynastie almoravide, consolidée au Maroc, entreprit d'étendre son influence dans le Maghreb central, un lieutenant de Youssef ben Tachfine, nommé Aba Said Thabit, s'empara, vers 1086, du Dahra avec l'aide des Médiouna, qui se fixèrent depuis dans la région.

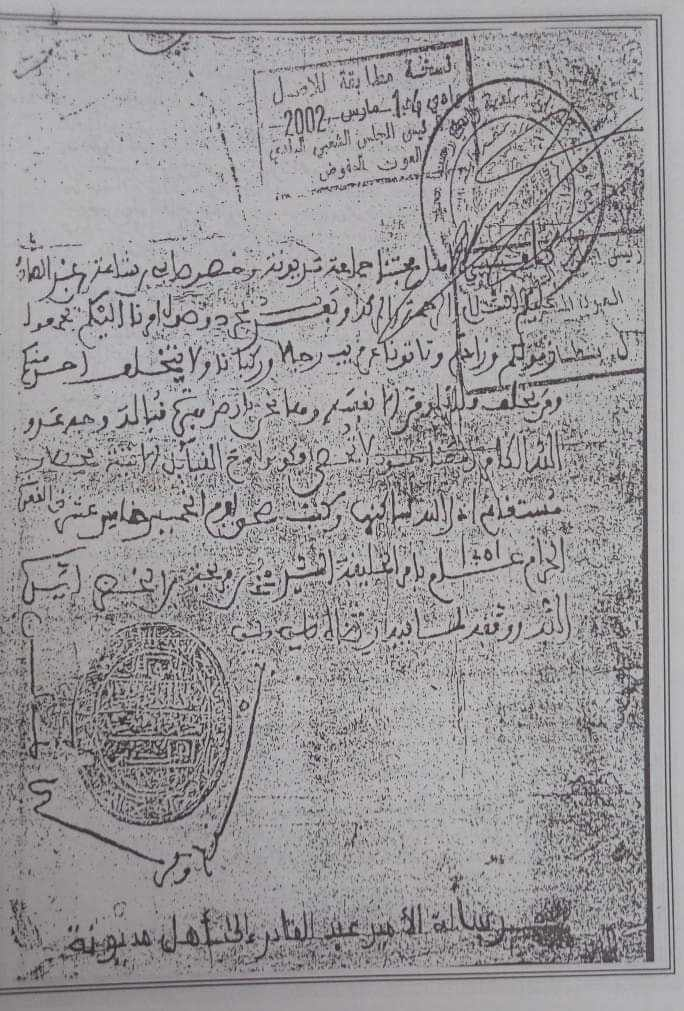
Copie d'une lettre envoyée par L'émir Abdelkader aux Médiouna environs 1835

### Période ottomane
La tribu de Mediouna a participé au soulèvement des Mehals contre les Turcs et a également participé à la révolution de Derkawa. Les Turcs l'ont classée comme tribu soumise ( raïas) sous le règne du Bey Mustapha Mekalich.

### Période coloniale française
ils prêtèrent allégeance à l'émir Abdelkader et devinrent sous la direction de Sidi Lazrag ben Meliani, originaire des Almoravides de Beni Zeroual, et elle était également dirigée par Kaddour ben Abdelsadok, un des chorfas de Médiouna , elle passa sous contrôle français sous le règne de Bugeaud en 1843 , elle participa au soulèvement de Boumaza en 1845 et se rendit définitivement en 1847.
En fin XIXe siècle La tribu des Mediouna fut la tribu la plus prospère du Dahra. Les Mediouna avaient des magnifiques cultures d'un aspect presque européen, beaucoup de vergers irrigués et bien tenus, riche en terres de labour, en figuiers et oliviers. Nombreuses sources pérennes d'un débit de 10 à 20 litres par seconde 

## Démographie

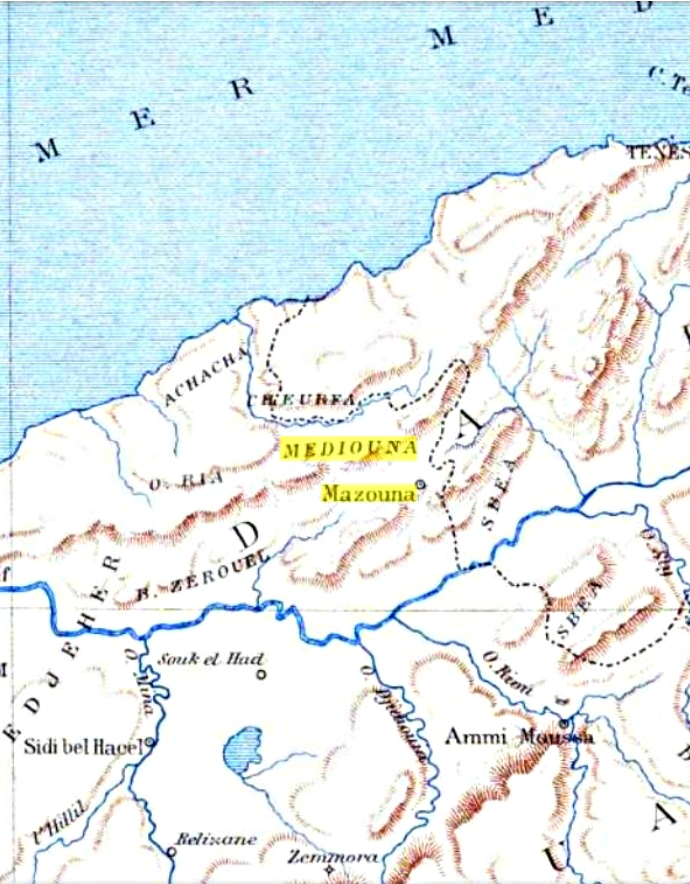
Territoire des Médiouna selon Camille Rousset - Atlas de l'Algérie de 1830 à 1840

### Ethnique
La tribu de Mediouna se compose de sept trônes, qui sont les suivants : Ouled Othman, Ouled Sahi, Ouled Touati, Ouled Boukandil, Ouled Yahya, Al-Kahailiya et Ouled Benchaâ.

### Evolution de la population
| 2008   | - | - | - | - | - |
| ------ | - | - | - | - | - |
| 30 744 | - | - | - | - | - |